# Papa Dee
Papa Dee, pseudonimo di David Christopher Daniel Wahlgren (Göteborg, 13 luglio 1966), è un cantante svedese.

## Biografia
Lettin' Off Steam (1990), primo album in studio, ha raggiunto la 9ª posizione della Sverigetopplistan. Due anni più tardi viene pubblicato il secondo LP One Step Ahead, con cui ha esordito al 10º posto della classifica svedese.
The Journey (1996) è stato il suo terzo disco a classificarsi nella top 20 nazionale. Ha poi fatto uscire l'album Island Rock (1998), entrato al 54º posto in classifica.
A Little Way Different (2008) ha esordito alla 28ª posizione della Sverigetopplistan.

## Discografia

### Album in studio
- 1990 – Lettin' Off Steam
- 1992 – One Step Ahead
- 1994 – Original Master
- 1996 – The Journey
- 1998 – Island Rock
- 2001 – The Man Who Couldn't Say No
- 2004 – Live It Up!
- 2008 – A Little Way Different
- 2012 – Fall from Grace
- 2012 – Papa Dee Meets The Jamaican Giants
- 2019 – Papa Dee Meets First Light - Showcase LP Vol 1

### Singoli
- 1988 – Let the Music Play
- 1989 – Microphone Poet (con Rob 'N' Raz)
- 1990 – Lettin' Off Steam
- 1990 – Ain't No Stoppin Us Now
- 1990 – Beautiful Woman (Love Supreme)
- 1991 – Take It Easy (feat. Shelly Thunder)
- 1991 – My Body Says Yes
- 1992 – Ain't No Substitute
- 1993 – Runaround Girl
- 1993 – Mr. Taxidriver
- 1994 – I'd Rather Be with You
- 1995 – The First Cut Is the Deepest
- 1996 – The Journey
- 1996 – Feeding You Lies
- 1996 – The Tide Is High
- 1998 – Endless Road
- 1998 – Island Rock
- 1999 – The Big Showdown
- 2005 – My No. 1
- 2008 – Suzy Wong
- 2008 – One in a Billion
- 2014 – Real People (con Norris Man)
- 2017 – Någon som dig
- 2020 – Same Thing